# Корпус підготовки молодших офіцерів резерву

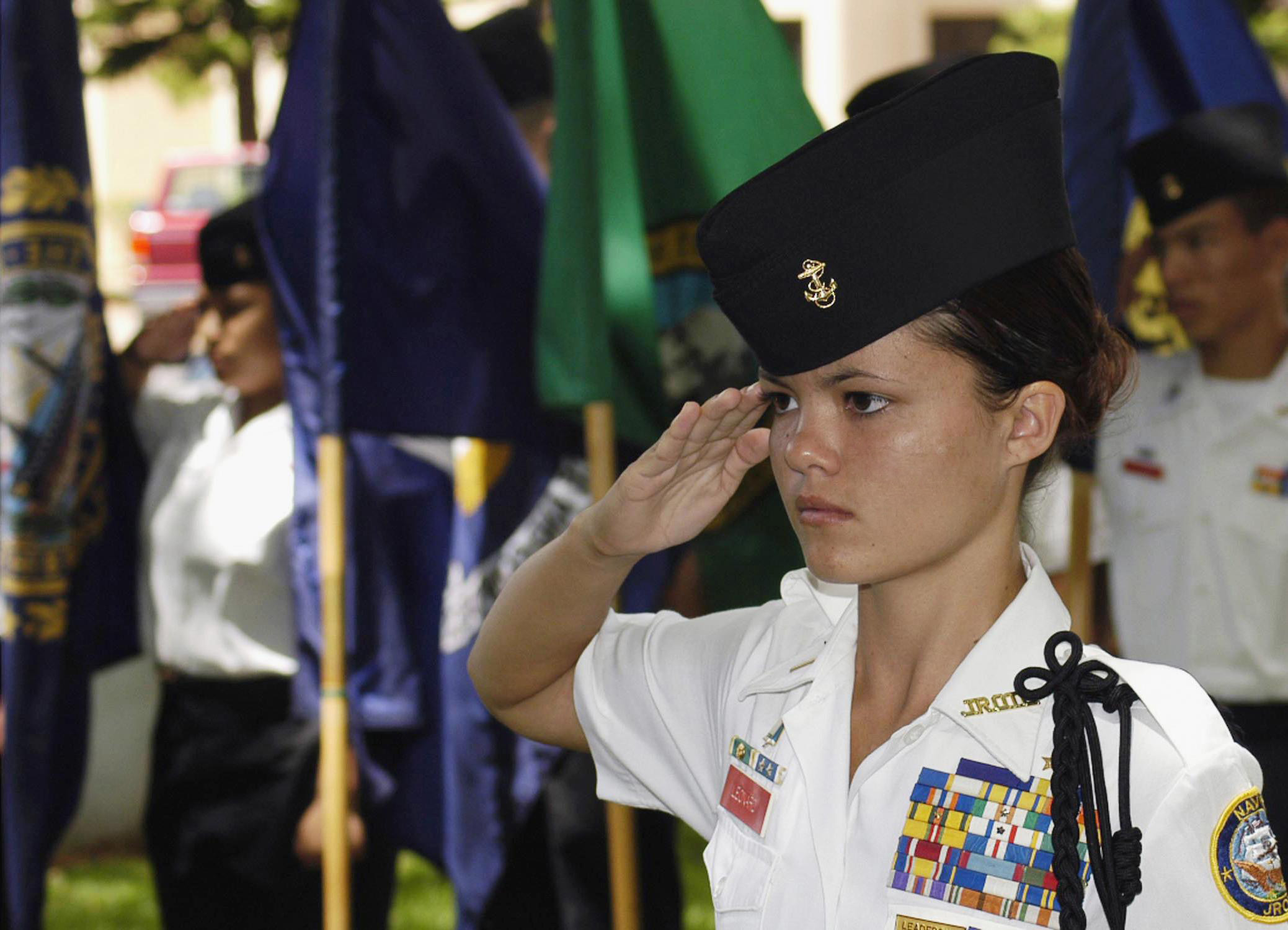
Курсант корпусу підготовки молодших офіцерів резерву ВМС віддає честь під час церемонії параду прапорів, що відбулася в Перл-Гарбор, Гаваї

Корпус підготовки молодших офіцерів резерву (англ. Junior Reserve Officers' Training Corps, JROTC) — федеральна програма, що спонсорується Збройними силами США у старших школах, а також у деяких середніх школах по всій території Сполучених Штатів та на військових базах США по всьому світу. Програма була спочатку створена як частина Закону про національну оборону 1916 року, а пізніше розширена відповідно до Закону про Корпус підготовки офіцерів запасу (ROTC) 1964 року.

## Роль та ціль
Згідно з Розділом 2031  Титулу 10 Кодексу Сполучених Штатів, метою Навчального корпусу молодших офіцерів резерву є «прищеплення учням середніх навчальних закладів Сполучених Штатів цінностей громадянства, служіння Сполученим Штатам, особистої відповідальності та почуття досягнення».  Додаткові цілі встановлюються військовими департаментами Міністерства оборони. Відповідно до 542.4   Розділу 32 (Національна оборона) Кодексу федеральних правил, Міністерство армії оголосило ці цілі для кожного курсанта такими:
- Розвиток громадянства та патріотизму
- Розвиток самостійності та чуйності до будь-якої влади
- Покращення здатності добре спілкуватися як усно, так і письмово
- Розвиток розуміння важливості фізичної підготовки
- Підвищення поваги до ролі Збройних сил США у підтримці національних *цілей
- Розвиток знань про навички командної роботи та базові військові навички
- Проходження курсу тривалістю 1–3 роки надає курсантам можливість отримати вищі звання, якщо вони обирають військову кар'єру.

Військові заявили, що програма JROTC інформуватиме молодих американців про можливості, доступні у війську, та «може допомогти мотивувати молодих американців до військової служби». 
У лютому 2000 року у свідченнях перед Комітетом збройних сил Палати представників начальники штабів збройних сил засвідчили, що 30–50% випускників курсантів JROTC продовжують вступати до армії:

## Організація

Нарукавна нашивка армійського корпусу підготовки молодших офіцерів резерву

Шість із восьми видів Збройних сил США мають Навчальний корпус молодших офіцерів резерву, організований у підрозділи. Загалом налічується 3275 підрозділів:
- 1600 підрозділів AJROTC армії
- 794 підрозділи AFJROTC Повітряних сил
- 583 підрозділи NJROTC ВМС
- 260 підрозділів MCJROTC Корпусу морської піхоти
- 10 підрозділів SFJROTC Космічних сил
- 14 підрозділів CGJROTC Берегової охорони

До 1967 року кількість підрозділів була обмежена 1200. Ліміт було збільшено до 1600 підрозділів у 1967 році, а потім знову збільшено до 3500 підрозділів у 1992 році; законодавче обмеження на кількість підрозділів було виключено із закону у 2001 році. Їхньою метою було досягти 3500 підрозділів до лютого 2011 року, заохочуючи розширення програми в освітньо- та економічно неблагополучні райони.
Підрозділи створюються відповідно до структури їхньої материнської служби, яку часто називають «Ланцюгом командування». Підрозділи JROTC армії мають структуру роти (зазвичай період проведення занять), батальйону (усі періоди) та на більших заходах бригади (кілька батальйонів). Підрозділи JROTC морської піхоти мають структуру батальйону або, у випадках більшого розміру, бригади. Підрозділи JROTC ВПС мають структуру за розміром: окремий, якщо один, відділення, якщо 2, елемент, якщо більше 2 і не більше 8, зліт, якщо 26, ескадрилья, якщо більше 51, група, якщо більше 101, та авіакрило, якщо більше 251 курсанта. JROTC ВМС зазвичай має структуру роти (100-149 курсантів), батальйону (150-299 курсантів) або полку (300+ курсантів) залежно від розміру підрозділу.

## Військовий персонал та інструктори
Хоча офіцери, що перебувають на дійсній службі, можуть бути призначені до JROTC, це трапляється надзвичайно рідко і в основному обмежується персоналом головного командування або штабу підкомандування, який контролює відповідну програму JROTC кожного виду, або регіональними адміністраторами, які контролюють певну кількість окремих підрозділів. На відміну від програми ROTC коледжів/університетів, яка є фактичним шляхом підготовки та вступу до військових офіцерів, переважна більшість інструкторів NJROTC вийшли на пенсію з наглядового виду Збройних Сил. У програмі JROTC армії кадетським підрозділом у кожній школі керує принаймні один офіцер у відставці (у ранзі від капітана до полковника) або ворентофіцер (у ранзі від WO1 до CW5), який призначається старшим армійським інструктором, і якому допомагає принаймні один унтерофіцер у відставці в ранзі від штаб-сержанта до командного сержанта-майора, який призначається армійським інструктором (AI). У певних ситуаціях можуть бути додаткові інструктори.[27]
Нове положення Закону Джона Ворнера про національні оборонні повноваження на 2007 фінансовий рік (Розділ 540), який був підписаний у жовтні 2006 року, дозволяє наймати офіцерів та сержантів резервного компоненту у відставці на посаду інструкторів.
Немає національних вимог щодо того, щоб інструктори JROTC мали педагогічну кваліфікацію, необхідну іншим вчителям у державних середніх школах, хоча є кілька округів, які вимагають педагогічної кваліфікації. Принаймні в одній юрисдикції (Каліфорнія) уряд вимагає, щоб інструктори JROTC мали щонайменше чотири роки військового досвіду та атестат про повну загальну середню освіту або еквівалент. Інструктори AJROTC повинні бути у відставці протягом одного року або бути у відставці з дійсної військової служби протягом п'яти або менше років. Інструктори MCJROTC повинні мати закінчену середню школу, щонайменше 20 років дійсної військової служби та фізичну кваліфікацію відповідно до стандартів морської піхоти.
Раніше для AFJROTC вимагалося щонайменше 20 років дійсної служби, але з того часу це положення було скасовано положенням Закону про національні повноваження з оборони імені Джона Ворнера на 2007 фінансовий рік (розділ 540), підписаним у жовтні 2006 року, яке дозволяє наймати інструкторами резервістів у відставці (наприклад, офіцерів та сержантів резерву ВПС та Національної гвардії ВПС). Офіцери-інструктори повинні мати щонайменше ступінь бакалавра, тоді як для рядових інструкторів достатньо атестата про повну загальну середню освіту або еквівалента.
Для AJROTC сержант-офіцер повинен отримати ступінь молодшого спеціаліста (AA) з педагогічною кваліфікацією, щоб отримати посаду інструктора-інструктора. Щоб отримати посаду інструктора-інструктора-інструктора (SAI), інструктор AJROTC повинен мати ступінь бакалавра з педагогічною кваліфікацією.
NJROTC також вимагав щонайменше 20 років дійсної служби, доки його не було скасовано положенням у Законі Джона Ворнера про національний оборонний дозвіл на 2007 фінансовий рік (розділ 540), підписаному в жовтні 2006 року, яке дозволяло наймати відставних військовослужбовців резервного компоненту (наприклад, офіцерів резерву ВМС США, старших офіцерів та старшин) на посаду інструкторів NJROTC. Мінімальною вимогою до освіти для рядового інструктора військово-морських наук (NSI) є атестат про повну загальну середню освіту або еквівалент, а також ступінь бакалавра акредитованого коледжу чи університету, необхідний для офіцера, який може служити старшим інструктором військово-морських наук (SNSI).ВМС вимагають, щоб інструктори JROTC були співробітниками школи або шкільного округу та щоб їм надавався такий самий статус, як і іншим викладачам школи.
Кадетський корпус національної оборони (NDCC) пропонує подібні програми, як JROTC. Підрозділи NDCC відрізняються від JROTC тим, що вони отримують незначну або взагалі не отримують фінансової підтримки від Збройних сил; Форма, обладнання, інші матеріали та зарплати інструкторів зазвичай повинні надаватися школою, яка приймає програму NDCC. За винятком аспектів фінансування, програми JROTC та NDCC практично ідентичні, хоча кадетський корпус не обмежений федеральним законом, який обмежує JROTC пропонуванням курсів лише для учнів з дев'ятого по дванадцятий класи. Станом на 2005 рік у Чикаго було 26 кадетських корпусів середньої школи, в яких навчалося понад 850 учнів.